# 漢文法基礎 (加地伸行)
『漢文法基礎』（かんぶんぽう きそ）は、中国哲学研究者の加地伸行による漢文法の入門書。当初は、増進会（Z会）の機関誌『旬報』での連載をまとめた高校生向けの受験参考書であった。
初版は増進会出版社から1977年に出され、しばらくは重版したが、絶版となって久しかった。その後、2010年に講談社学術文庫から再版された。

## 内容
加地が「二畳庵主人」（にじょうあんしゅじん）という老人の学者として、漢文についての講話解説を行う。
学術文庫版は基礎編、助字編、構文編の3部で構成されている。基礎編では漢文の訓読に関する諸種の基礎知識、助字編では江戸時代の助字研究書の流れをくむ伝統的な解説のスタイルをとり、個々の助字を挙げ、その用法やニュアンスのちがいを説く、構文編では、はじめに近体詩の音節数（絶句・律詩）、平仄、押韻についてふれた後、語句の倒置など統語に関する解説を行い、最後に対句の種類について述べる。
増進会版にあった『通鑑紀事本末』の山陰公主の故事を扱った箇所（通称「ポルノ漢文」）が、学術文庫版ではカットされている。

## 評価
日本の複数の大学において、中国文学、古典文学等の授業の参考図書に指定されている。
古典中国語学の観点から疑問を呈したものに、成田健太郎京都大学大学院文学研究科准教授（中国書学書道史）による「『漢文法基礎』存疑」がある。